# Collections techniques de Dresde
Les Collections techniques de Dresde, en allemand Technische Sammlungen Dresden - Museum für Wissenschaft und Technik, sont un musée consacré à la technologie et aux sciences, situé à Dresde, en Allemagne.
Le musée est installé sur un ancien site industriel où l'on produisait du matériel photographique et cinématographique. L'emblème du musée est tour Ernemann, édifice de 48 mètres de haut qui domine les environs.
La ville de Dresde est depuis longtemps le siège d'une intense activité de recherche technologique, d'enseignement scientifique et de production industrielle. Les collections en sont le prolongement à travers des collections et des expositions temporaires sur l'histoire industrielle allemande, les phénomènes et études scientifiques, l'évolution technologique moderne. Le public accède aussi à des expositions interactives sur la nature, la science, la technologie.
Le site sachsens-museen-entdecken décrit les activités du musée comme suit : un musée technique et un centre scientifique ; présenter l'histoire de la photographie et du cinéma, de l'ordinateur et d'autres techniques des médias ; une expérimentation des mathématiques ; présenter l'histoire du film d'animation DEFA ; des expositions sur l'art photographique et la recherche technologique actuelle ; enfin, des projections au cinéma du musée et le festival du film muet de Dresde.

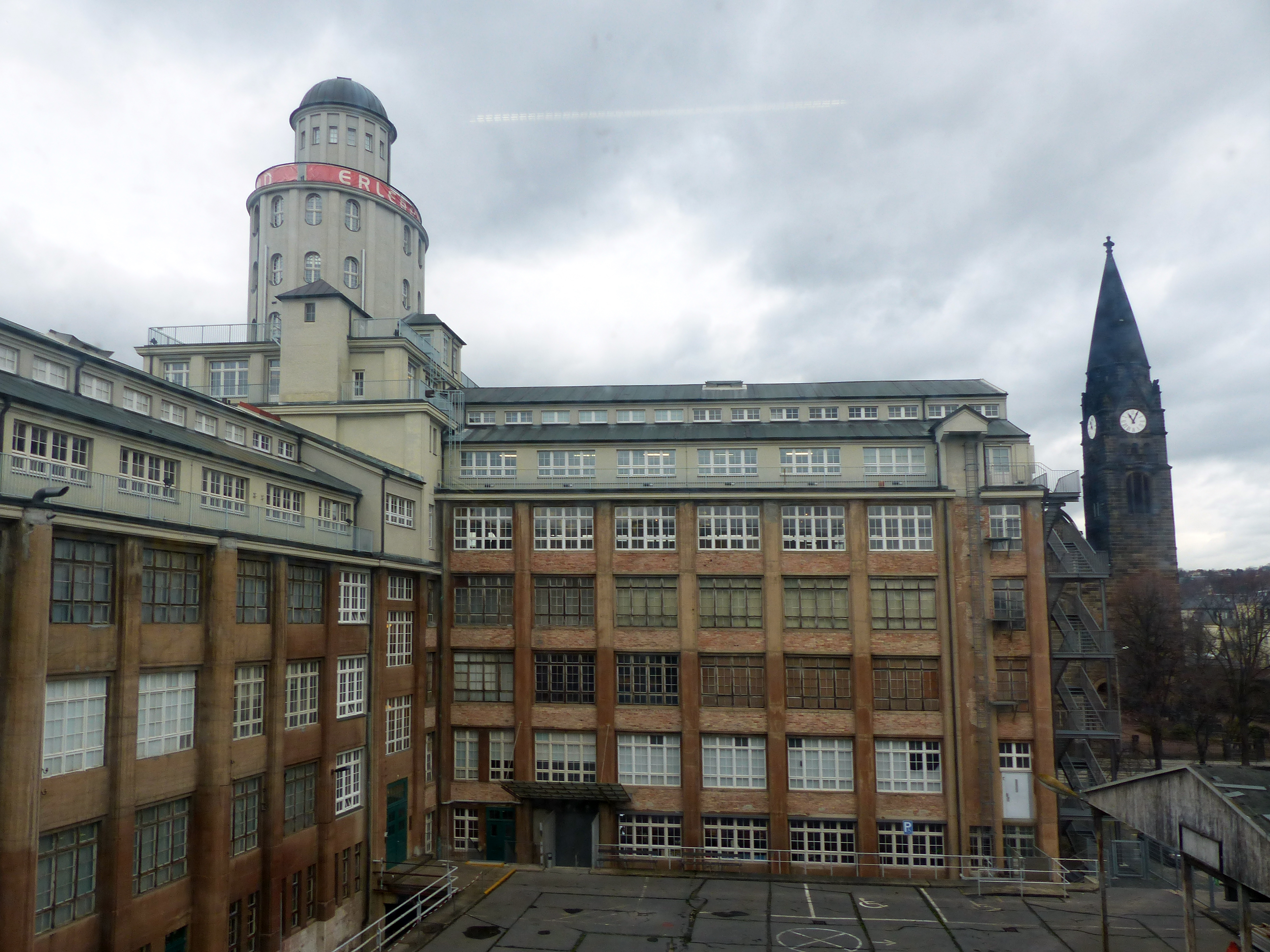
Vue d'ensemble du site.
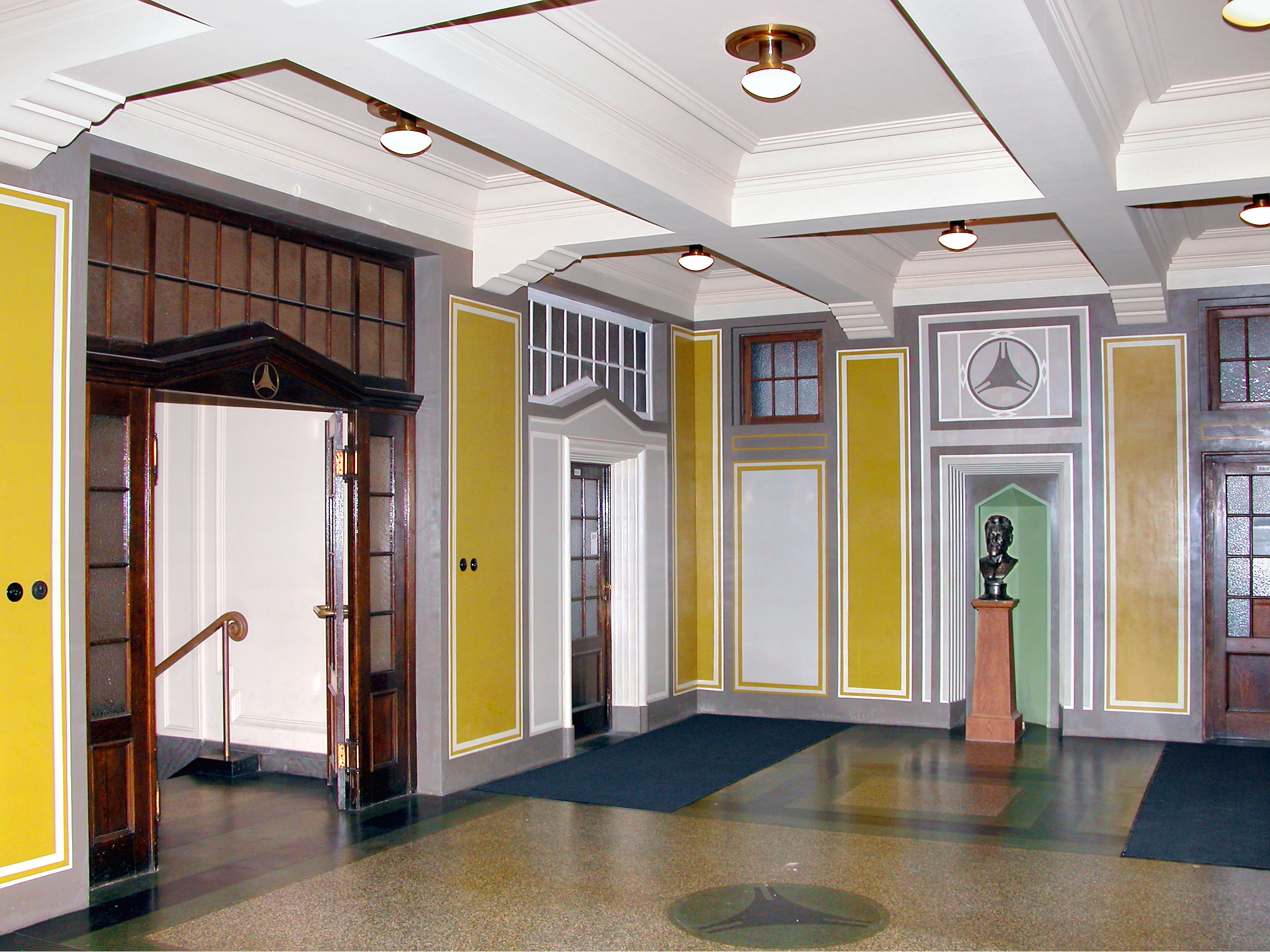
Intérieur du bâtiment.
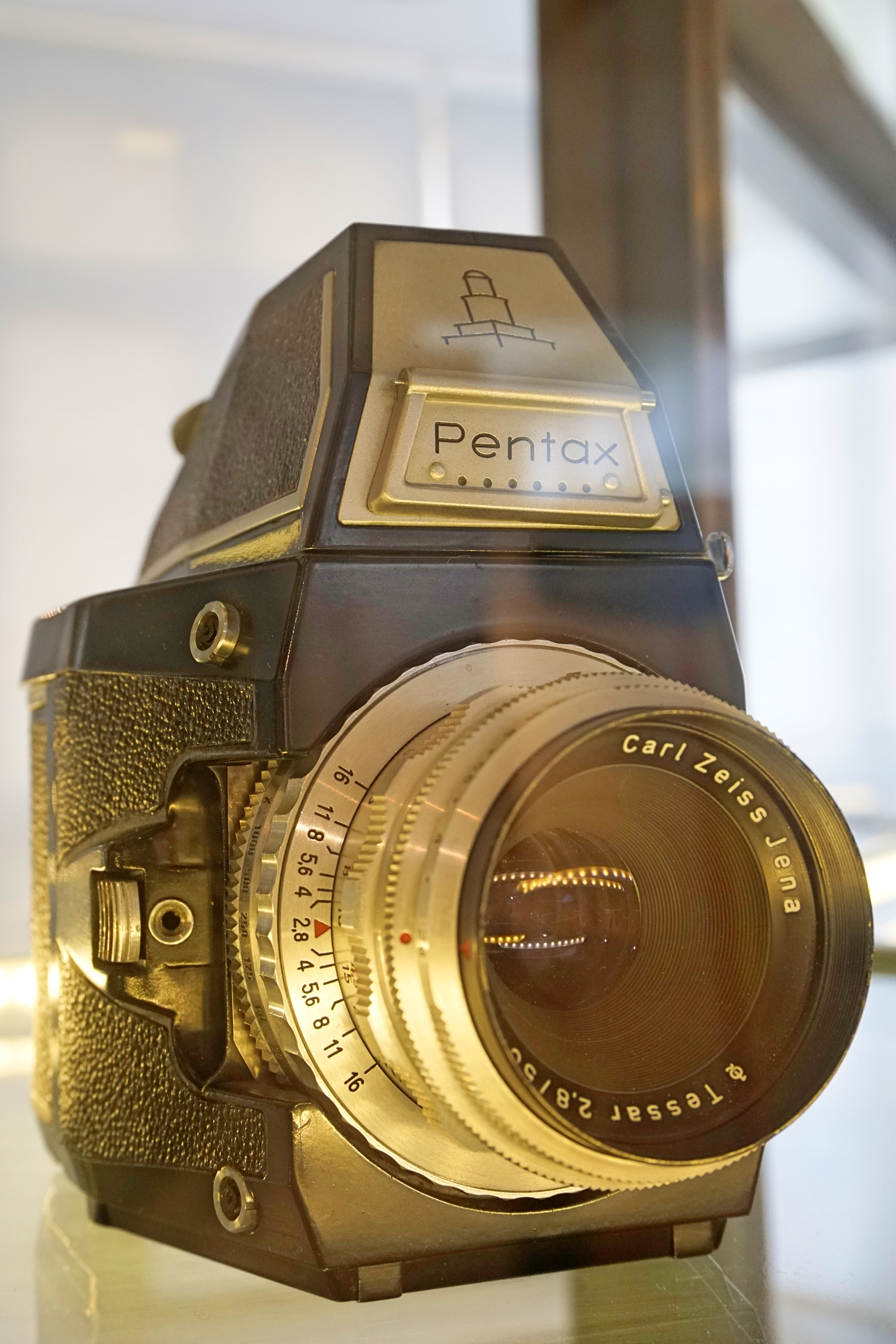
Spiegelreflexkamera Pentax 1954.
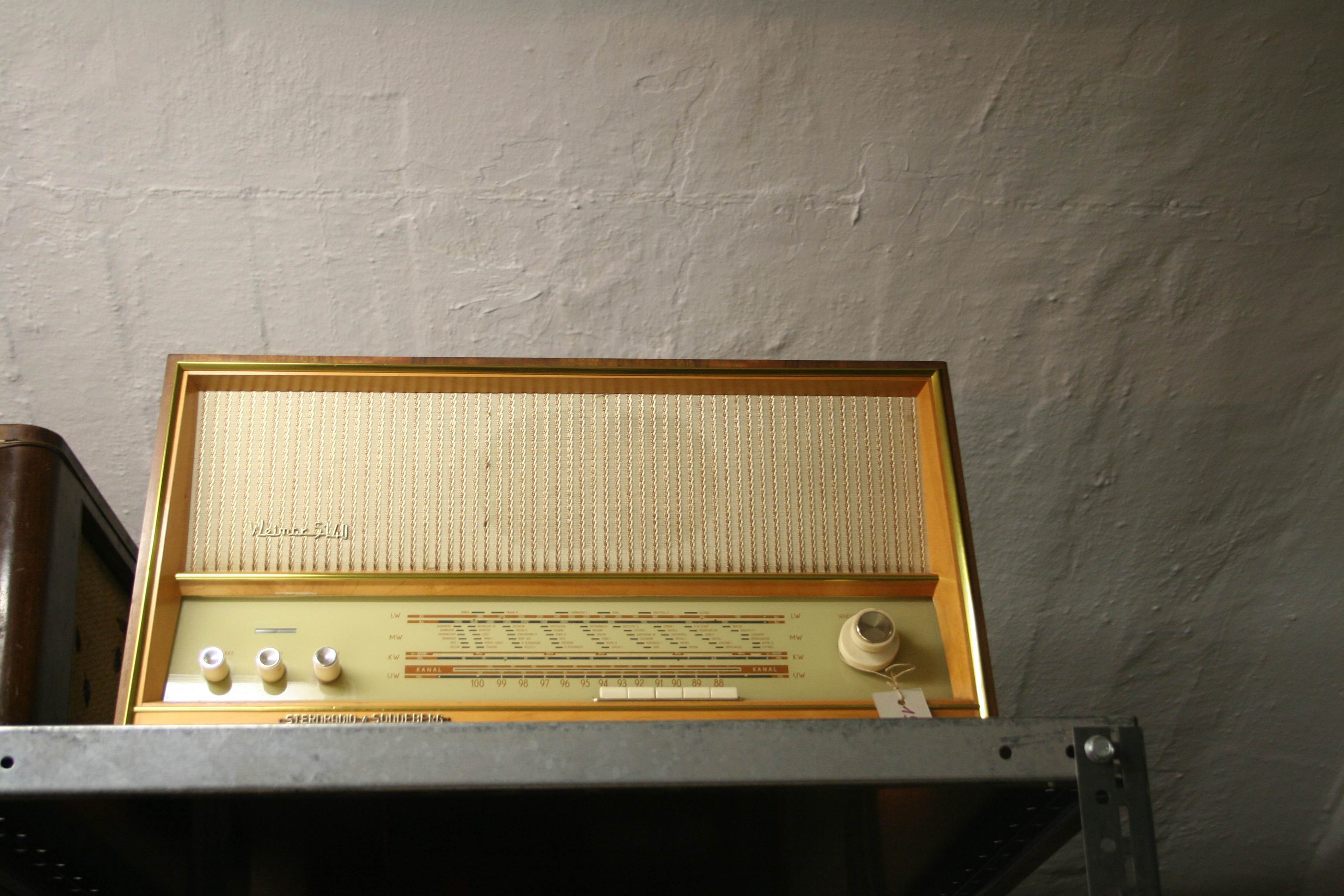
Radio à tubes de la RDA, années 1960.
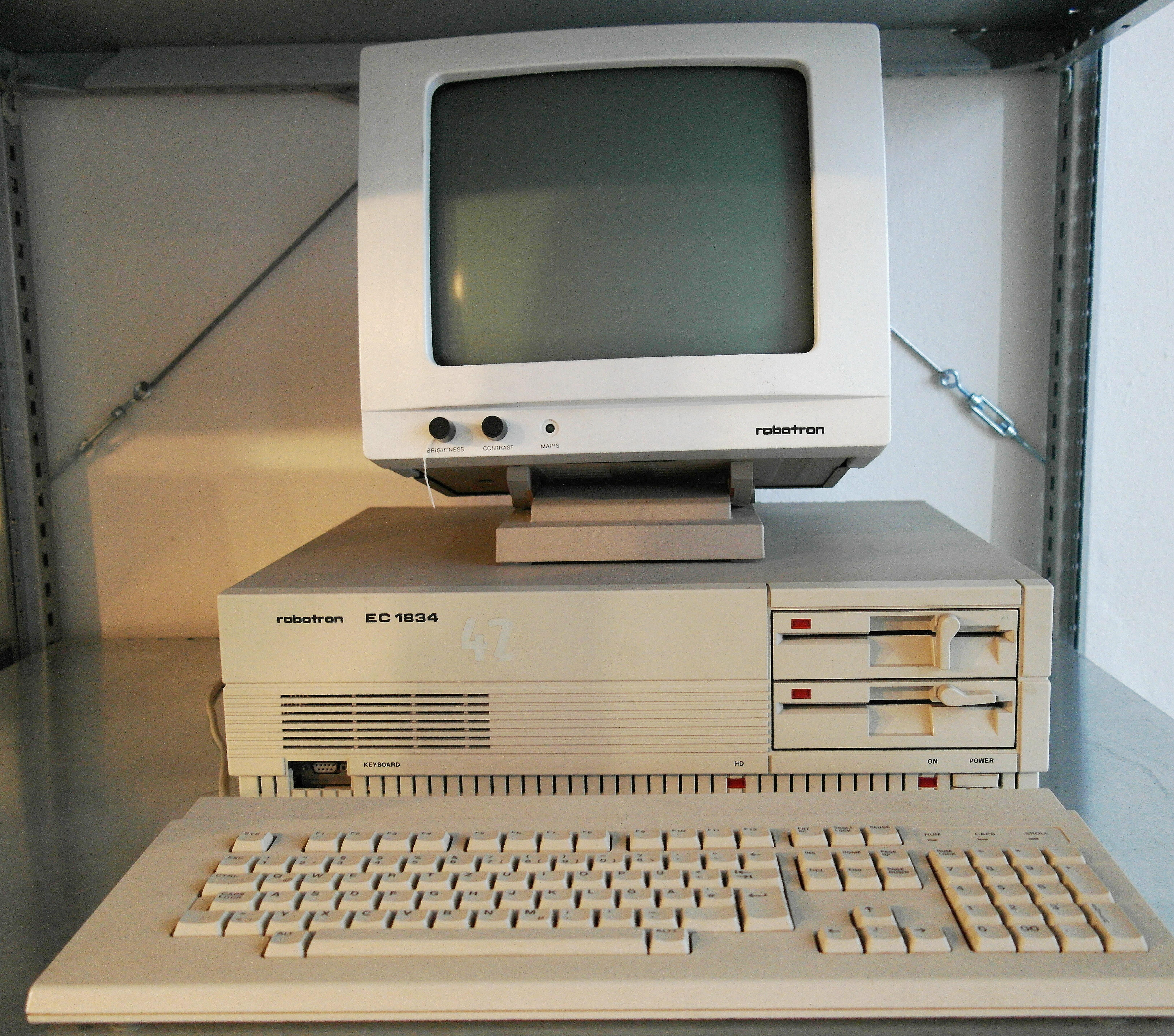
Ordinateur EC 1834.